# Veronica sutchuensis
Veronica sutchuensis är en grobladsväxtart som beskrevs av Adrien René Franchet. Veronica sutchuensis ingår i släktet veronikor, och familjen grobladsväxter. Inga underarter finns listade i Catalogue of Life.